# Violet Olney
Pour les articles homonymes, voir Olney.
Violet Rose Olney (née le 22 mai 1911 à Southwark et décédée en janvier 1999 à Addlestone) est une athlète britannique spécialiste du sprint. Concourant pour le Civil Service WAC, elle mesurait 1,62 m pour 56 kg.

## Biographie

### Palmarès
| Date | Compétition           | Lieu   | Résultat | Performance |
| ---- | --------------------- | ------ | -------- | ----------- |
| 1936 | Jeux olympiques d'été | Berlin | 2e       | 47 s 6      |

### Records
| Épreuve   | Performance | Lieu | Date |
| --------- | ----------- | ---- | ---- |
| 100 yards | 11 s 2      |      | 1936 |